# Mare de Déu de la Mercè

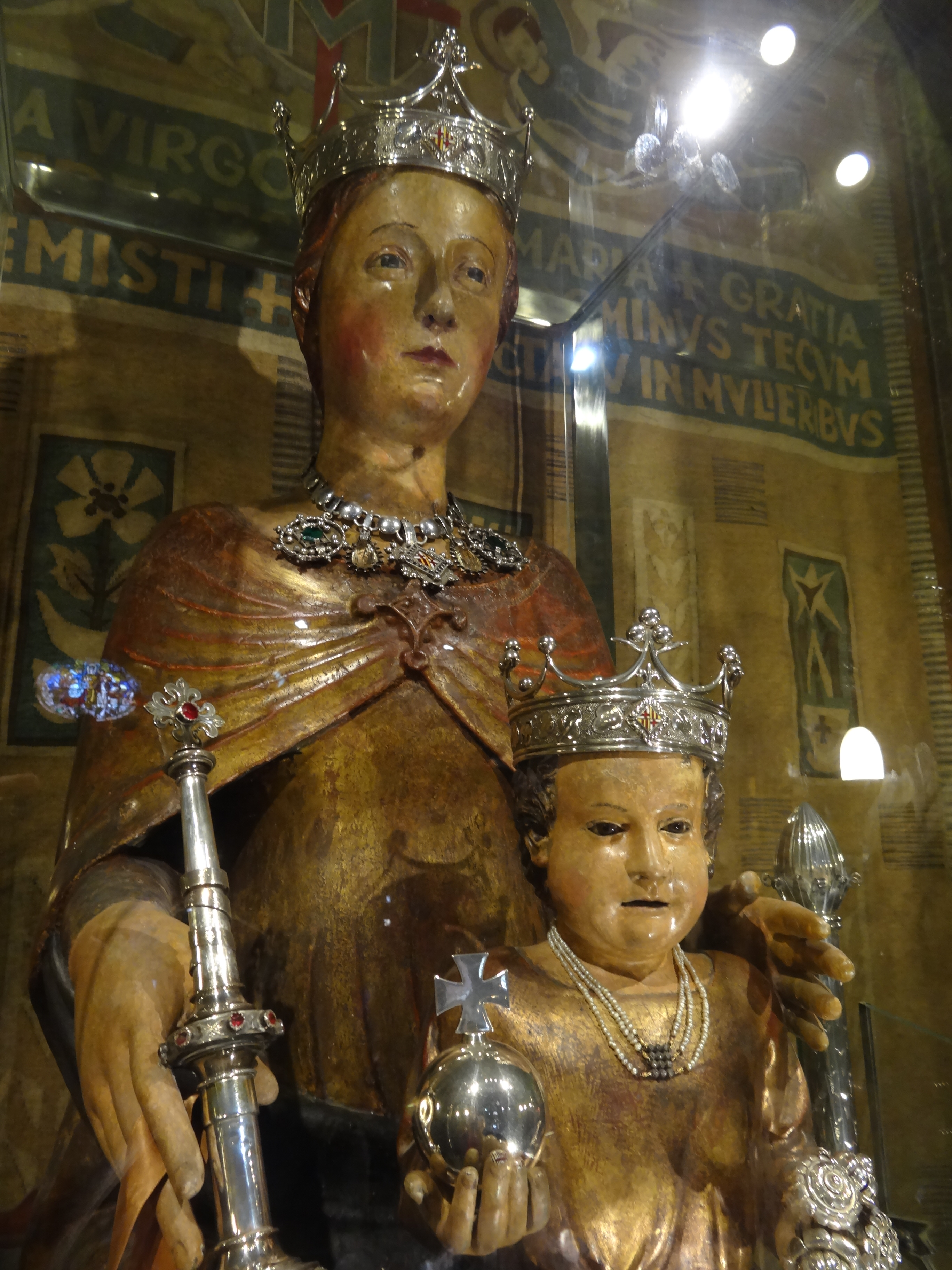
Mare Déu de la Mercè

Mare Déu de la Mercè, wat Moeder Gods van de Genade betekent, is de patrones van de stad Barcelona.
Het beeld in houtsnijwerk staat in de Església de la Mercè. De verering gaat terug tot de dertiende eeuw. In de nacht van 2 augustus 1218 verscheen de Heilige Maagd aan San Pedro Nolasco met de vraag de gevangen christenen van de Moren te bevrijden. Op 10 augustus 1218 werd la Orden de la Merced (Orde van de Genade) opgericht. Op 25 september 1687 werd de Mare Déu de la Mercè officieel tot patrones van de stad Barcelona uitgeroepen met als feestdag de 24e september. Elk jaar rond deze datum wordt gedurende vijf dagen het grootste feest van Barcelona gevierd, La Mercè. Op de verschillende open plaatsen van de stad wordt er gefeest. Het programma is sterk gevarieerd, gaande van parades, concerten, dans van de reuzen van de stad tot de bouw van menselijke kastelen. Het feest eindigt met een groots muzikaal licht- en vuurwerkspel aan de fonteinen van de berg Montjuïc.